# Vide Entre Vinhas
Vide Entre Vinhas ist ein Ort und eine ehemalige Gemeinde (Freguesia) im portugiesischen Kreis Celorico da Beira. Die Gemeinde hatte 165 Einwohner (Stand 30. Juni 2011).
Am 29. September 2013 wurden die Gemeinden Vide Entre Vinhas, Salgueirais und Cortiçô da Serra zur neuen Gemeinde União das Freguesias de Cortiçô da Serra, Vide Entre Vinhas e Salgueirais zusammengeschlossen.